# (7741) Fedoseev
(7741) Fedoseev ist ein Asteroid des inneren Hauptgürtels, der von der sowjetischen Astronomin Ljudmyla Karatschkina am 1. September 1983 am Krim-Observatorium in Nautschnyj (IAU-Code 095) entdeckt wurde. Unbestätigte Sichtungen des Asteroiden hatte es vorher schon mehrere gegeben, zum Beispiel am 4. September 1954 unter der vorläufigen Bezeichnung 1954 RU am Palomar-Observatorium in Kalifornien.
Der mittlere Durchmesser des Asteroiden beträgt laut Berechnungen circa 5,5 km.
Die Lichtkurve von (7741) Fedoseev wurde im November und Dezember 2009 von David Higgins am Hunters Hill Observatory in Canberra-Ngunnawal untersucht. Die Ergebnisse waren jedoch zu ungenau, um die Rotationsperiode bestimmen zu können.
Der Asteroid wurde am 8. August 1998 nach dem russischen Dirigenten Wladimir Iwanowitsch Fedossejew (* 1932) benannt. Der Vorschlag für die Benennung kam vom Komponisten Georgi Swiridow (1915–1998) und wurde von Ljudmila Karatschkina unterstützt. Swiridow, nach dem der Asteroid des äußeren Hauptgürtels (4075) Sviridov benannt ist, erlebte die Benennung nicht mehr mit.